# All This Love
All This Love é o segundo álbum de estúdio do grupo DeBarge, lançado pela Gordy Records em 22 de abril de 1982.
Após o primeiro álbum ter tido sucesso limitado, este teve produção e composições dos membros do DeBarge, principalmente por parte do cantor El DeBarge, cujos vocais de contratenor (uma mistura de tenor e falsete) levariam o grupo ao sucesso pela metade dos anos 1980. Com o lançamento dos singles "I Like It" atingindo o número dois nas paradas de R&B e a canção título "All This Love" atingindo o número da mesma parada e número um da parada Adult Contemporary, o álbum conseguiu o disco de ouro da  RIAA.

## Faixas
1. "I'll Never Fall in Love Again" (E. DeBarge/J. DeBarge) (4:37)
2. "Stop! Don't Tease Me" (E. DeBarge) (6:00)
3. "I Like It" (R. DeBarge/E. DeBarge/B. DeBarge) (4:40)
4. "Can't Stop" (Crossley/Nolan) (4:05)
5. " All This Love" (E. DeBarge) (5:52)
6. "It's Getting Stronger" (B. DeBarge) (4:00)
7. "Life Begins with You" (M. DeBarge/B. DeBarge) (4:48)
8. "I'm in Love with You" (M. DeBarge) (3:35)

## Produção
- Produtor executivo: Berry Gordy Jr.
- Produzido por Raymond Crossley, Eldra DeBarge, Iris Gordy e Curtis Anthony Nolen
- Engenheiros: Bobby Brooks, Milt Calice, Jane Clark, Steve MacMillan, Barney Perkins, Phillip Walters
- Engenheiros assistentes: Steve Catania, Michael Craig Johnson, Kevin Sorrells
- Masterização: John Matousek

## Créditos

### DeBarge
- Bunny DeBarge: Vocais
- El DeBarge: Vocais, teclados, metais e arranjos rítmicos
- James DeBarge: Vocais, teclados e arranjos rítmicos
- Mark DeBarge: Vocais, trompete, saxofone e arranjos rítmicos
- Randy DeBarge: Vocais, baixos e arranjos rítmicos

### Músicos adicionais
- Bateria: Ollie E. Brown, Ricky Lawson
- Percussão: Richard Heath, Nathan Hughes
- Baixo: Freddie Washington, Ken Wild
- Teclados, sintetizadores: Raymond Crossley, Russell Ferrante
- Guitarras: Russell Ferrante, Charles Fearing, José Feliciano, Robben Ford, Curtis Anthony Nolen
- Flauta, Sax: Gerald Albright, Jeff Clayton
- Trombone: George Bohannon
- Trompete, Flugelhorn: Ray Brown
- Saxofone: Daniel LaMelle, Damon Rentie
- Trompete: Roy Poper
- Arranjos vocais: Raymond Crossley, Linda Howard, Curtis Anthony Nolen
- Arranjos de metais: Daniel LaMelle, Benjamin Wright
- Arranjos rítmicos adicionais: Benjamin Wright

## Paradas
| Ano  | Álbum         | Posição nas paradas | Posição nas paradas |
| Ano  | Álbum         | US                  | US R&B              |
| ---- | ------------- | ------------------- | ------------------- |
| 1983 | All This Love | 24                  | 3                   |

### Singles
| Ano  | Single                 | Posição nas paradas | Posição nas paradas | Posição nas paradas |
| Ano  | Single                 | US                  | US R&B              | Adult Contemporary  |
| ---- | ---------------------- | ------------------- | ------------------- | ------------------- |
| 1982 | "Stop! Don't Tease Me" | —                   | 46                  | —                   |
| 1983 | "All This Love"        | 17                  | 5                   | 1                   |
| 1983 | "I Like It"            | 31                  | 2                   | —                   |